# Championnat National de la Guyane Française
Il Championnat National è il campionato di calcio di Massima Serie della Guyana francese. Vi partecipano 12 squadre. L'11° e la 12° retrocedono in Promotion d'Honneur.

## Gruppo A
- Matoury
- Loyola
- Olympique De Cayenne
- Saint-Georges
- Sinnamary
- Oyapock
- Kouroucien
- Agouado

## Gruppo B
- US de Matoury
- Grand Santi
- Le Geldar
- Ouest
- CSC Cayenne
- Remire
- Arc En Ciel

## Albo d'oro
- 1962/63:  Racing Club Cayenne (Cayenne)
- 1963/64:  Sport Guyanais (Cayenne)
- 1964/65:  Saint-Georges (Cayenne)
- 1965/66:  Sport Guyanais (Cayenne)
- 1966/67:  Sport Guyanais (Cayenne)
- 1967/68:  Sport Guyanais (Cayenne)
- 1968/69:  Sport Guyanais (Cayenne)
- 1969/70:  Sport Guyanais (Cayenne)
- 1970/71:  Sport Guyanais (Cayenne)
- 1971/72:  Sport Guyanais (Cayenne)
- 1972/73:  Sport Guyanais (Cayenne)
- 1973/74:  Sport Guyanais (Cayenne)
- 1974/75:  Montjoly
- 1975/76:  Montjoly
- 1976/77:  Club Colonial (Cayenne)
- 1977/78:  Club Colonial (Cayenne)
- 1978/79:  Club Colonial (Cayenne)
- 1979/80:  Montjoly
- 1980/81:  Montjoly
- 1981/82:  Montjoly
- 1982/83:  Saint-Georges (Cayenne)
- 1983/84:  Saint-Georges (Cayenne)
- 1984/85:  Le Geldar (Kourou)

- 1985/86:  Sport Guyanais (Cayenne)
- 1986/87: Sconosciuto
- 1987/88:  Le Geldar (Kourou)
- 1988/89:  Le Geldar (Kourou)
- 1989/90:  Kouroucien (Kourou)
- 1990/91:  Club Colonial (Cayenne)
- 1991/92:  Club Colonial (Cayenne)
- 1992/93:  Sinnamary
- 1993/94:  Sinnamary
- 1994/95:  Javouhey (Mana)
- 1995/96:  Club Colonial (Cayenne)
- 1996/97:  Sinnamary
- 1997/98:  Javouhey (Mana)
- 1998/99:  Saint-Georges (Cayenne)
- 1999/00:  Saint-Georges (Cayenne)
- 2000/01:  Le Geldar (Kourou)
- 2001/02:  Saint-Georges (Cayenne)
- 2002/03:  Matoury

- 2003/04:  Le Geldar (Kourou)
- 2004/05:  Le Geldar (Kourou)
- 2005/06:  Matoury
- 2006/07:  Macouria
- 2007/08:  Le Geldar (Kourou)
- 2008/09:  Le Geldar (Kourou)
- 2009/10:  Le Geldar (Kourou)
- 2010/11:  Matoury
- 2011/12:  Matoury
- 2012/13:  Le Geldar (Kourou)
- 2013-2014:  Matoury
- 2014-2015:  Club Colonial
- 2015-2016:  Matoury
- 2016-2017:  Matoury
- 2017-2018:  Le Geldar (Kourou)
- 2018-2019:  Agouado
- 2019-2020:  Olympique Cayenne
- 2020-2021: "Non disputato"
- 2021-2022: "Non disputato"
- 2022-2023:  Étoile de Matoury
- 2023-2024:  Étoile de Matoury
- 2024-2025:  Sinnamary

## Titoli per squadra
| Club                | Città     | Campione | Anni campione                                                    |
| ------------------- | --------- | -------- | ---------------------------------------------------------------- |
| Le Geldar           | Kourou    | 11       | 1985, 1988, 1989, 2001, 2004, 2005, 2008, 2009, 2010, 2013, 2018 |
| Sport Guyanais      | Cayena    | 11       | 1964, 1966, 1967, 1968, 1969, 1970, 1971, 1972, 1973, 1974, 1986 |
| Club Colonial       | Cayena    | 7        | 1977, 1978, 1979, 1991, 1992, 1996, 2015                         |
| Matoury             | Matoury   | 7        | 2003, 2006, 2011, 2012, 2014, 2016, 2017                         |
| Saint-Georges       | Cayena    | 6        | 1965, 1983, 1984, 1999, 2000, 2002                               |
| Montjoly            | Montjoly  | 5        | 1975, 1976, 1980, 1981, 1982                                     |
| Sinnamary           | Sinnamary | 4        | 1993, 1994, 1997, 2025                                           |
| Javouhey            | Mana      | 2        | 1995, 1998                                                       |
| Étoile de Matoury   | Cayena    | 2        | 2023, 2024                                                       |
| Macouria            | Macouria  | 1        | 2007                                                             |
| Kouroucien          | Kourou    | 1        | 1990                                                             |
| Racing Club Cayenne | Cayena    | 1        | 1963                                                             |
| Agouado             | Apatou    | 1        | 2019                                                             |
| Olympique Cayenne   | Cayena    | 1        | 2020                                                             |

## Capocannonieri
| Anno    | Capocannoniere     | Squadra       | Gol |
| 2004/05 | Saint-Ange Golitin | Saint-Georges | 20  |
| 2005/06 | Guy Diagne         | Le Geldar     | 23  |
| 2006/07 | Anson Udson        | Macouria      | 19  |